# Major Parkinson
Major Parkinson — норвежская рок-группа, была основана в 2003 году музыкантами Юном Иваром Коллботном, Эйвиндом Гаммерсвиком, Андре Лундом и Яном Аре Рёнховде (Jan Are Rønhovde). В том же году они выиграли на фестивале Eggstock в Бергене.
Летом 2006 года Major Parkinson были приглашены для записи дебютного альбома на студию Radio Star Studios продюсером Сильвией Масси, которая также работала с такими коллективами, как Red Hot Chili Peppers, Tool, Johnny Cash, System Of A Down, Seigmen, Animal Alpha.
25 августа 2008 года Major Parkinson выпустили дебютный альбом Major Parkinson, который имел хорошие отзывы в норвежских СМИ.
Они играют энергичный рок на основе нескольких жанров — от классической мелодичной поп-музыки до прогрессивного рока и хардкора или кабаре-рок.
В сентябре 2010 года Major Parkinson выпустили свой второй альбом, который получил название песни из Solitary Home. После этого релиза последовал большой тур по различным клубам по всей континентальной Европе с заключительным концертом в знаменитом «White Trash Club» в Берлине и в Хемнице.
В октябре 2011 года гитарист и бэк-вокалист Алф Борге (Alf Borge) покинул группу. Он был заменен на Стейнара Ельмбрекке.
24 января 2014 года вышел третий альбом группы Twilight Cinema.
13 августа 2014 года было объявлено об уходе из группы гитаристов Андре Лунда и Стейнара Ельмбрекке, а также ударника Енса Эрика Осмундсета.
23 октября 2015 года вышел концертный альбом Live at Ricks.

## Состав
- Юн Ивар Коллботн (Jon Ivar Kollbotn), вокал
- Андре Лунд (André Lund), гитара
- Стейнар Ельмбрекке (Steinar Hjelmbrekke), гитара, бэк-вокал
- Эйвинд Гаммерсвик (Eivind Gammersvik), бас-гитара
- Ларс Кристиан Бьёркнес (Lars Christian Bjørknes), синтезатор
- Енс Эрик Осмундсет (Jens Erik Aasmundseth), барабаны